# Еравур-1B
Грама Ніладхарі Еравур-1B (№ 190B) — Грама Ніладхарі підрозділу ОС Еравур-Таун, округ Баттікалоа, Східна провінція, Шрі-Ланка.

## Демографія
| Населення (2007) | Населення (2007) | Населення (2007) | Населення (2007) | Населення (2007) |
| Населення        | Чоловіки         | Жінки            | Діти             | Дорослі          |
| ---------------- | ---------------- | ---------------- | ---------------- | ---------------- |
| 1579             | 735              | 844              | 629              | 950              |